# Mariola Wiertelak
Mariola Wiertelak (* 8. Oktober 1991 in Breslau) ist eine polnische Handballspielerin.

## Karriere

### Im Verein
Mariola Wiertelak spielte bis 2017 für Zagłębie Lubin. 2017 konnte sie mit Lubin den polnischen Pokal gewinnen. Seit 2017 steht sie im Kader von KPR Kobierzyce. Mit Kobierzyce gewann sie 2022 ebenfalls den Pokal.

### In Auswahlmannschaften
Mit der polnischen Nationalmannschaft nahm sie an der Europameisterschaft 2022 teil und belegte den 13. Platz. Weiterhin lief sie bei der Weltmeisterschaft 2023 auf, bei der Polen den 16. Platz belegte.